# L'ultimo distretto
L'ultimo distretto è l'undicesimo romanzo di Patricia Cornwell con la protagonista Kay Scarpetta. Si intreccia a doppio filo con il romanzo precedente da cui è stata ripresa la storia lasciata in sospeso.

## Trama
Dopo essere scampata all'aggressione del serial killer francese Jean Baptiste Chandonne,  la dottoressa Kay Scarpetta è alle prese con due omicidi che sembrano essere collegati alla spirale di violenza portata da Chandonne: un sicario sudamericano torturato e ucciso in una stanza di un motel a cui è stato dato fuoco e un agente FBI torturato e ucciso in modo analogo. Mentre Kay si convince sempre più che dietro tutto questo ci sia la mano del clan Chandonne una commissione speciale sta valutando se il capo medico legale della Virginia sarà processato o meno per l'omicidio di Diane Bray,  ex vicecomandante di polizia. Questa volta Kay dovrà far fronte a persone ed eventi che cercheranno di minare la sua credibilità e di scardinare le basi del suo mondo.